# Duboka (Čaglin)
Duboka is een plaats in de gemeente Čaglin in de Kroatische provincie Požega-Slavonië. De plaats telt 72 inwoners (2001).